# 藏王索道

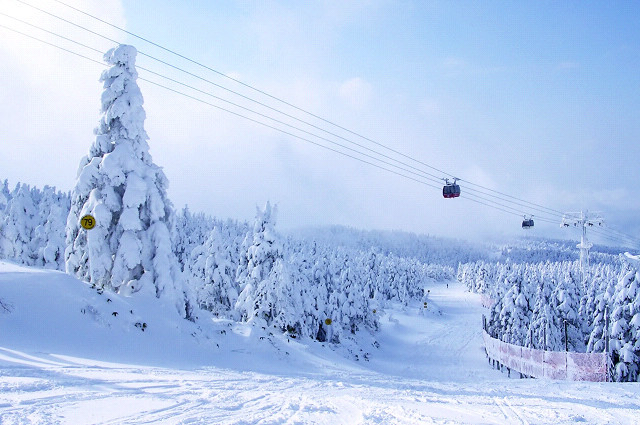
藏王溫泉滑雪場和山頂線

藏王索道株式會社（日语：／）是一條連接山形縣山形市藏王溫泉藏王山麓站至蔵王地藏山頂站之間的索道。由同名的公司經營（藏王索道株式會社）。藏王山麓站～樹冰高原站之間的路線名為「山麓線」，樹冰高原站～藏王地藏山頂站之間的路線名為「山頂線」。乘客群在冬季多為滑雪客、樹冰的觀光客，在夏季多為觀光、登山客。
另外，藏王溫泉也有另一條路線，名為「藏王中央索道」，因此如果只稱為「索道」會造成到混淆。

## 山麓線

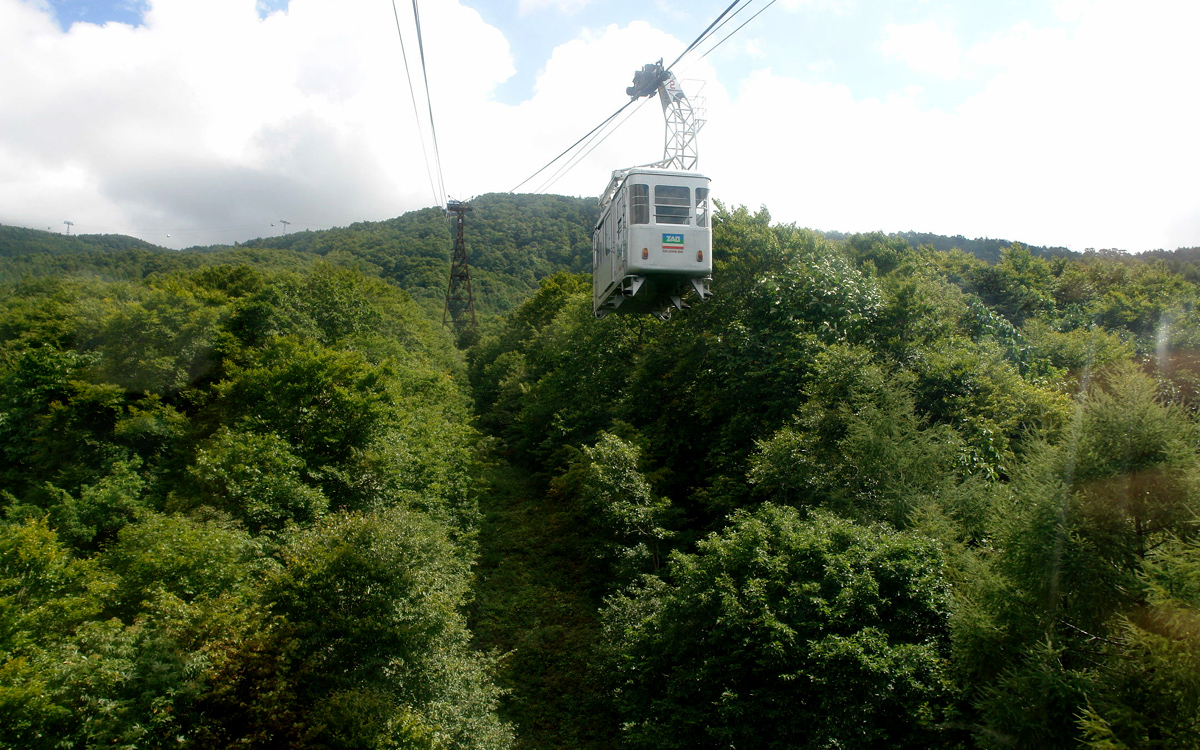
新綠的山麓線

連接藏王山麓站（海拔855米）至樹冰高原站（海拔1,331米）之間的索道。
- 行走方式 - 雙線交走式索道
- 設計、製造 - 安全索道

## 山頂線
連接樹冰高原站（海拔1,331米）和地藏山頂站（海拔1,661米）之間的索道。山頂線的乘車時間為約10分鐘。在2003年12月使用了箱根空中纜車作運用「Funitel」，為日本滑雪場首次設置這個裝置。自從運送量大幅增加，前往山頂的時間有所縮短。另外，在2003年12月以前的行走方式與山麓線相同，都是雙線交走式索道。
- 運行方式 - 複式單線自動循環式（DLM）Funitel（2003年12月～）
- 設計、製作 - 日本纜索

## 車站列表

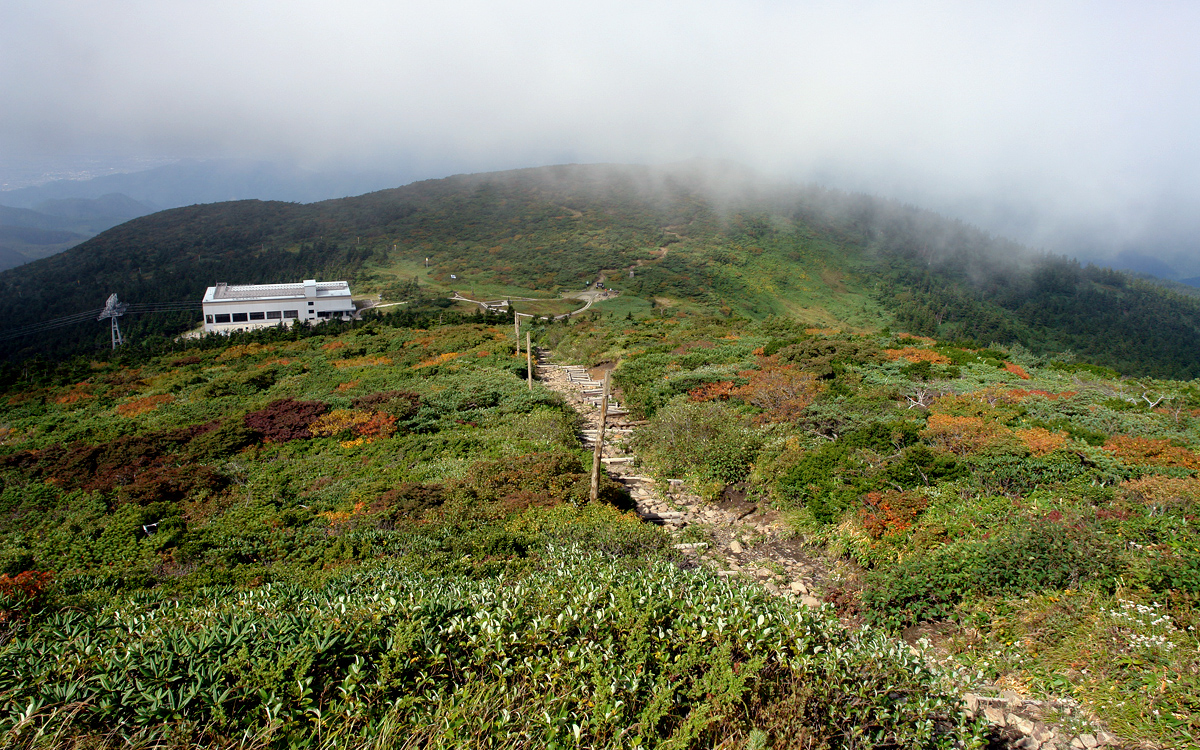
藏王地藏山頂站

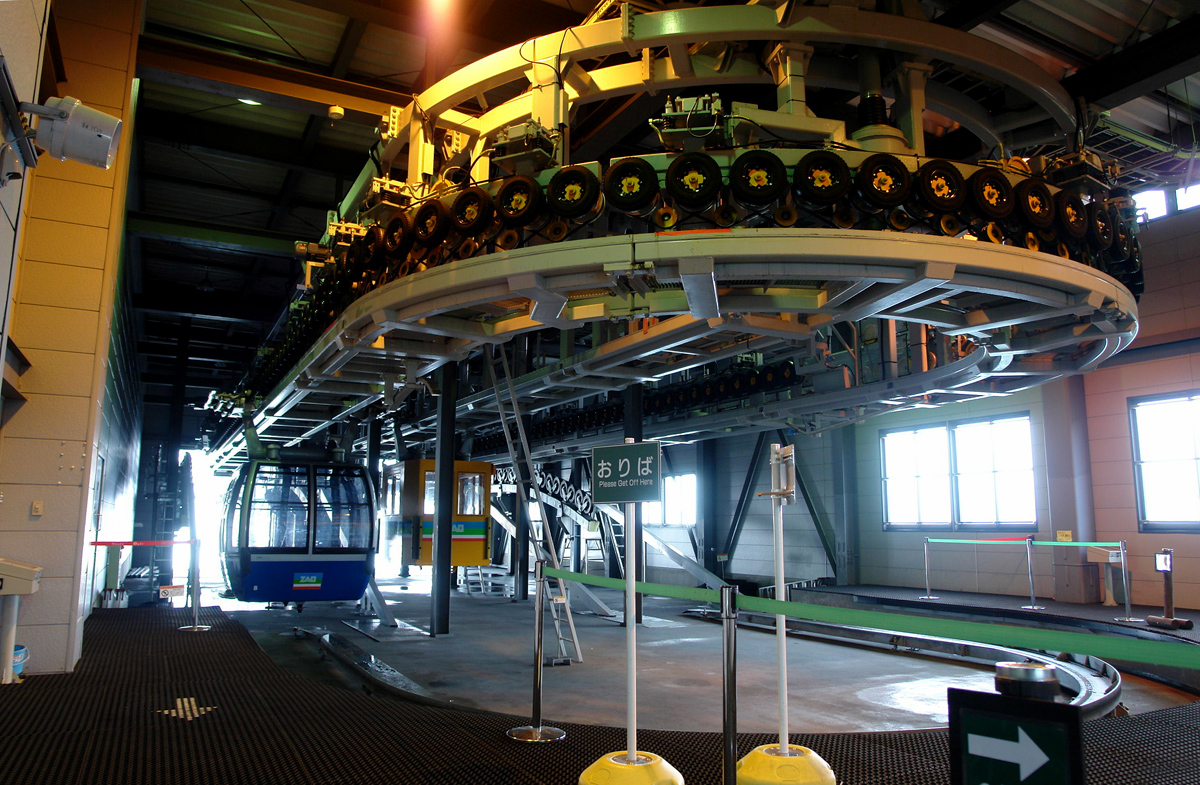
索道車站內部

- 藏王山麓站
海拔855米[2]。位於藏王溫泉滑雪場的「橫倉坡」處。站內有長長的樓梯。
車站周邊：藏王溫泉、藏王烏托邦滑雪學校本部。
藏王山麓站設有齋藤茂吉的歌碑[4]。
- 樹冰高原站 - 山麓線、山頂線的轉乘站
海拔1,331m[2]。位於藏王溫泉滑雪場的「百萬人坡，烏托邦坡」中間。在2003年12月，隨著山頂線進行翻新，山頂線的車站進行翻新。車站大樓比較簡單。山麓線的樹冰高原站內設有樹冰資料館。
- 藏王地藏山頂站
地藏山頂站位於海拔1,661米，為藏王索道的終點站。位於三寶荒神山（海拔1,703米）前方[2]。在藏王溫泉滑雪場中，為「樹冰原路線」（Zange坂）的起點。在冬季不只滑雪客會到訪，也有許多前往樹冰的觀光客。車站大樓內設有食堂，於屋頂也設有觀景台。但是在冬天，由於山頂站附近的天氣往往很差，所以能拍到樹冰的機會比較難得。
地藏山頂站設有齋藤茂吉的歌碑[4]。在地藏山頂站也設有開運的鐘[2]。

## 注腳
1. ↑   (PDF). 東武鉄道株式会社. 2019-06-21  [2020-03-05]. （原始内容存档 (PDF)于2022-03-01）.
2. 1 2 3 4 5 6  蔵王文学のみち茂吉歌碑めぐり （页面存档备份，存于）（日語），山形市觀光協會，2021年10月5日參閲
3. ↑  蔵王文学のみち茂吉歌碑めぐり「山の歌碑ご案内」 （页面存档备份，存于）（日語），山形市觀光協會，2021年10月5日參閲
4. 1 2  茂吉の豊かな感性で蔵王をみる「蔵王文学のみち珠玉の歌碑」 （页面存档备份，存于）（日語），山形市觀光協會，2021年10月5日參閲

## 外部連結
- 藏王索道 （页面存档备份，存于）（日語）